# Siero
Siero es un concejo del Principado de Asturias (España). Se encuentra ubicado en la zona centro de la región y limita al norte con Gijón, al este con Villaviciosa, Sariego, Nava, y Bimenes, al sur con los concejos de Langreo y San Martín del Rey Aurelio, y por el oeste con Oviedo y Llanera. En el centro del municipio y a modo de enclave totalmente rodeado por el concejo de Siero, se encuentra el de Noreña. Su extensión total es de 211,23 km² y disfruta de una privilegiada ubicación estratégica en Asturias plenamente insertado en el Área Central de Asturias.
Su población actual es de 52 593 habitantes (INE 2024), por lo que es el cuarto municipio de Asturias en número de habitantes, repartidos en 258 núcleos de población de distinto tamaño siendo Lugones-Llugones (13 213 hab.), La Pola Siero (capital) (12 711 hab.), la urbanización de La Fresneda (4532 hab.) y El Berrón (3545 hab.) sus núcleos de mayor población.

## Geografía
Integrado en la comarca de Oviedo, su capital, Pola de Siero, se sitúa a 18 kilómetros de Oviedo. El término municipal está atravesado por las siguientes carreteras:
- Autovía estatal A-64 (Oviedo - Villaviciosa), que une la A-66 con Villaviciosa y la A-8
- Autovía estatal A-66 (Ruta de la Plata), que conecta Gijón con Oviedo
- Autovía regional AS-I (Autovía Minera), que conecta Gijón con Mieres
- Carretera nacional N-634, entre los pK 382-393 y 396-400, alternativa convencional a la A-64 entre Pola de Siero y Oviedo
- Carretera regional AS-17, que une Avilés con Langreo
- Carretera regional AS-119, que se dirige a San Martín del Rey Aurelio
- Carretera local de 1.º orden AS-323, que une Langreo con Carbayín
- Carretera local de 1.º orden AS-324, que une San Julián con Carbayín
- Carretera local de 1.º orden AS-331, que une Pola de Siero con el Alto del Infanzón
- Carretera local de 1.º orden AS-376, que une Gijón con Langreo
- Carretera local de 1.º orden AS-377, que une Gijón con Pola de Siero
- Carretera local de 1.º orden AS-378, que conecta con Carbayín y la AS-376
- Carretera local de 1.º orden AS-380, que conecta con los concejos de Sariego y Villaviciosa
- Carretera local de 1.º orden AS-381, que une Oviedo con Porceyo
- Carretera local de 1.º orden AS-384, que une Pruvia con Noreña

El relieve del municipio está definido por la suave depresión prelitoral asturiana, flanqueado por suaves montañas con mayor elevación en su parte más oriental, quedando encuadrada la parte centroccidental en una enorme llanura que va desde las proximidades de la capital hasta Oviedo y Llanera. Esta llanura recibe el nombre de llanera de Siero. Las elevaciones septentrionales hacen de límite con Gijón e incluyen la peña de Huergo (421 m), el pico de San Martín (519 m), el pico Carbonera (569 m), la peña de los Cuatro Jueces (665 m) y el pico Cima (736 m), ya en la sierra de Fario, en el límite con Sariego. Un poco más al interior se encuentra la Peña Careses (520 m). En la parte limítrofe meridional con Langreo se sitúa la sierra de Paranza (487 m), y más hacia el este, los picos de San Justo (463 m), Cea Cal (656 m) y La Rina (692 m). Sus accidentes fluviales más importantes son el río Nora y el río Noreña. El Nora procede de Sariego, atraviesa el concejo por la zona central en dirección este-oeste, y sale del concejo en busca del Nalón. El río Noreña nace cerca de la sierra de Fario, atraviesa el concejo y desemboca en el río Nora en Lugones. La altitud oscila por tanto entre los 736 m al noreste, en la sierra de Fario, y los 149 m a orillas del río Nora a su salida del concejo. La capital del concejo, Pola de Siero, se alza a 222 m sobre el nivel del mar.
| Noroeste: Llanera       | Norte: Gijón | Noreste: Gijón, Villaviciosa y Sariego        |
| Oeste: Llanera y Oviedo |              | Este: Nava                                    |
| Suroeste: Oviedo        | Sur: Langreo | Sureste: Bimenes y San Martín del Rey Aurelio |

En cuanto al clima, el del concejo de Siero es de los más templados de Asturias y se encuentra englobado dentro del clima templado-oceánico, sin embargo presenta unos rasgos diferenciadores que le conceden cierto carácter de continentalidad, a consecuencia de la distancia al mar y de la existencia de barreras orográficas.
De su vegetación hay que comentar que en el concejo de Siero los prados naturales ocupan la mayor parte del suelo municipal, estando la superficie forestal poblada de pinos, eucaliptos de repoblación, castaños y hayas.

## Historia

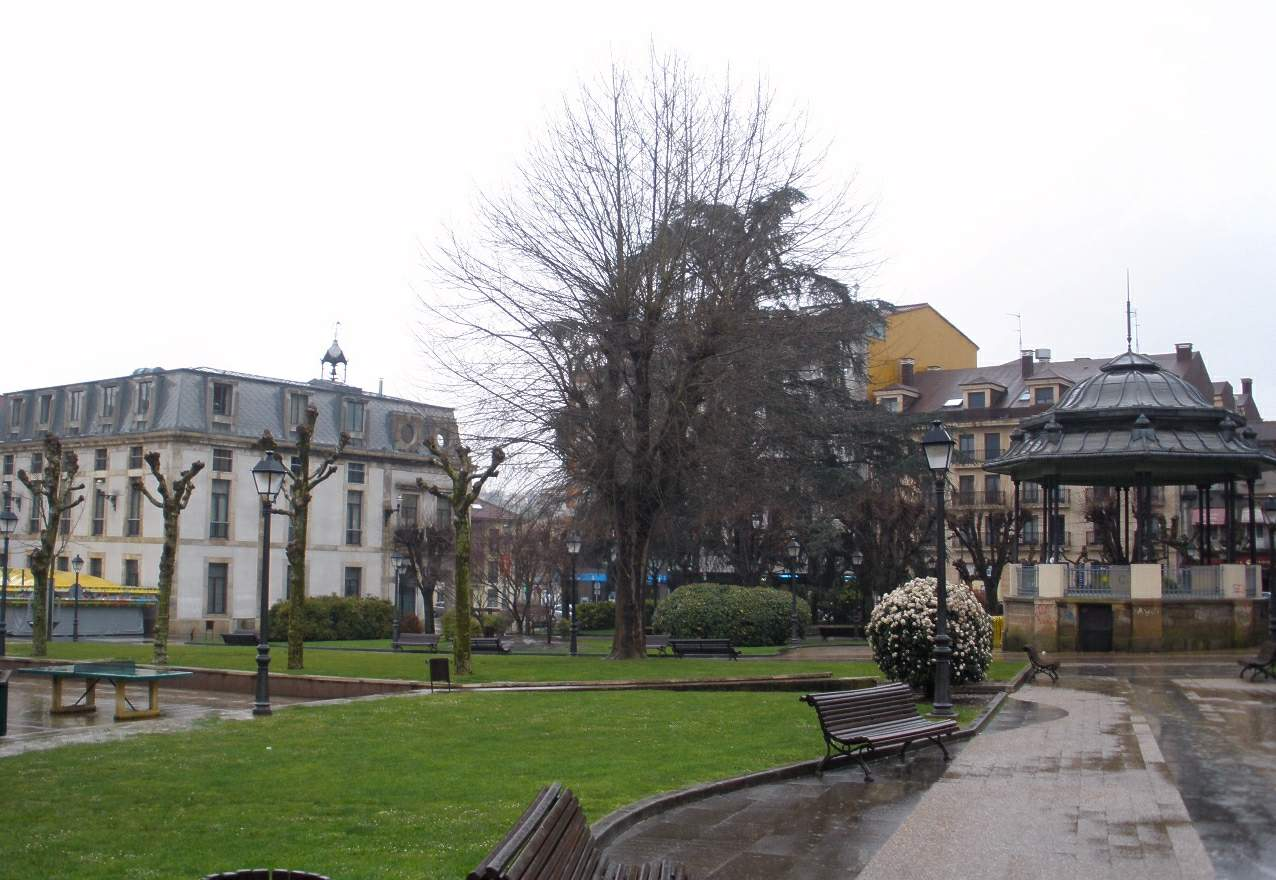
Parque de Pola de Siero

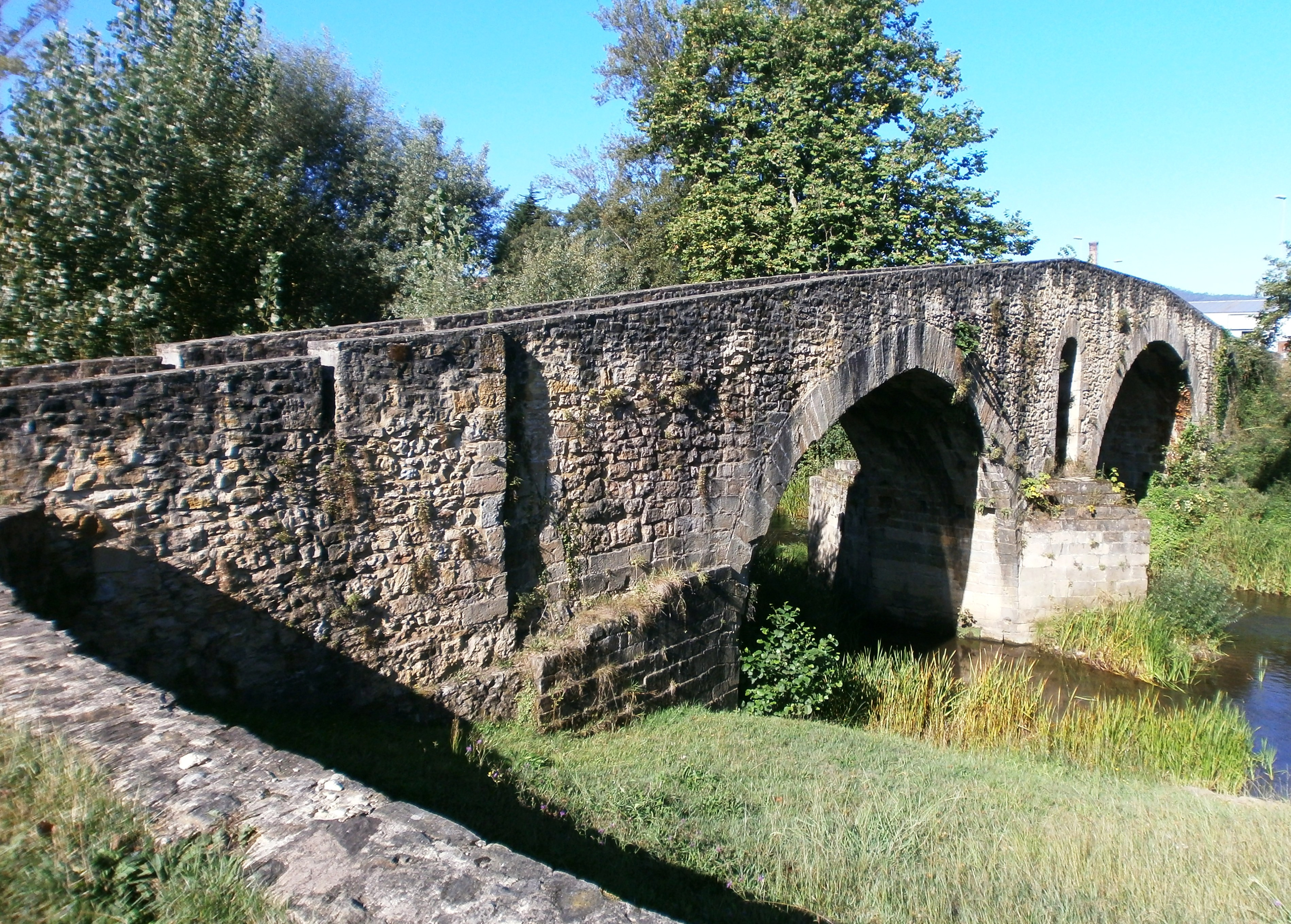
Puente de Colloto

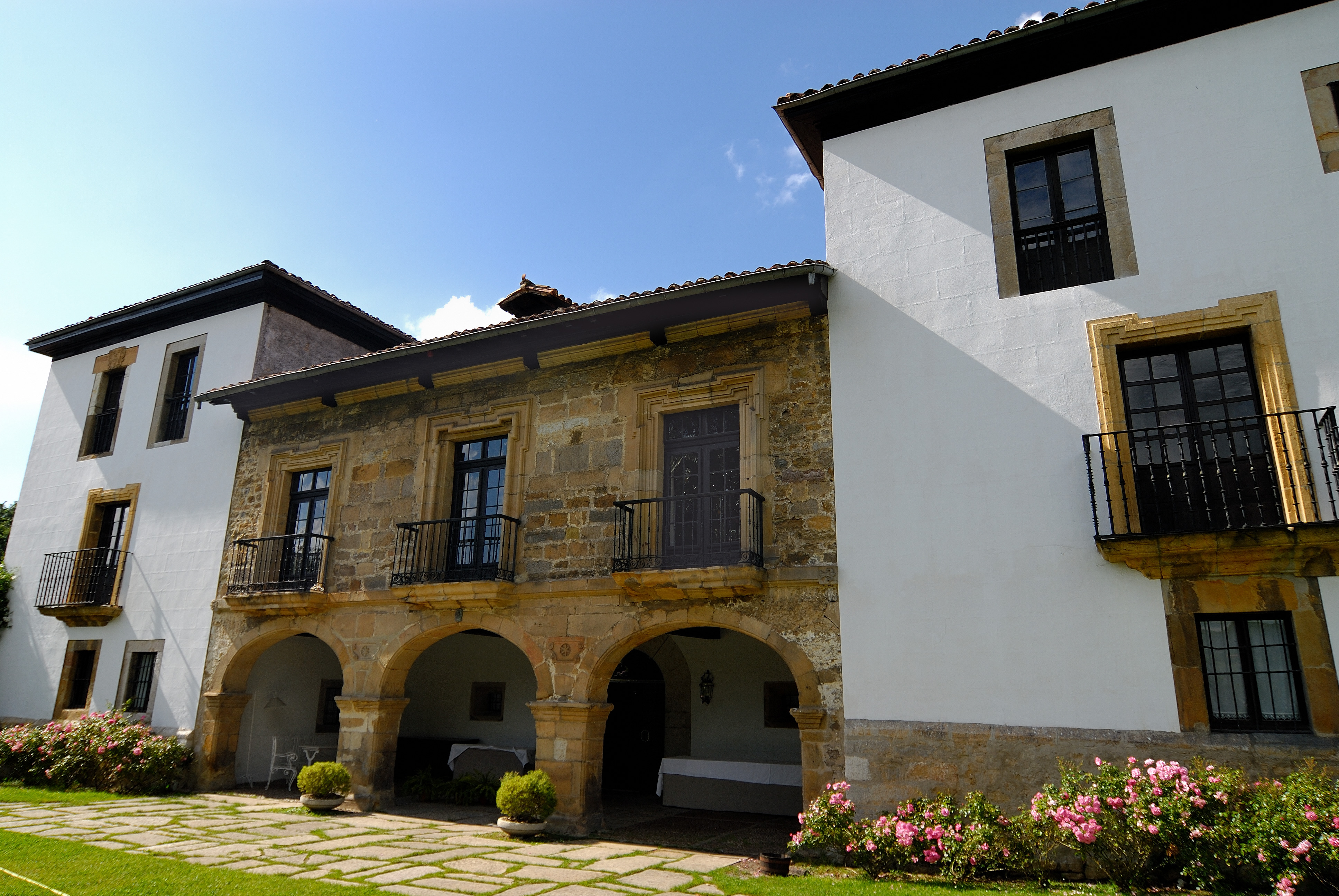
Palacio de Meres

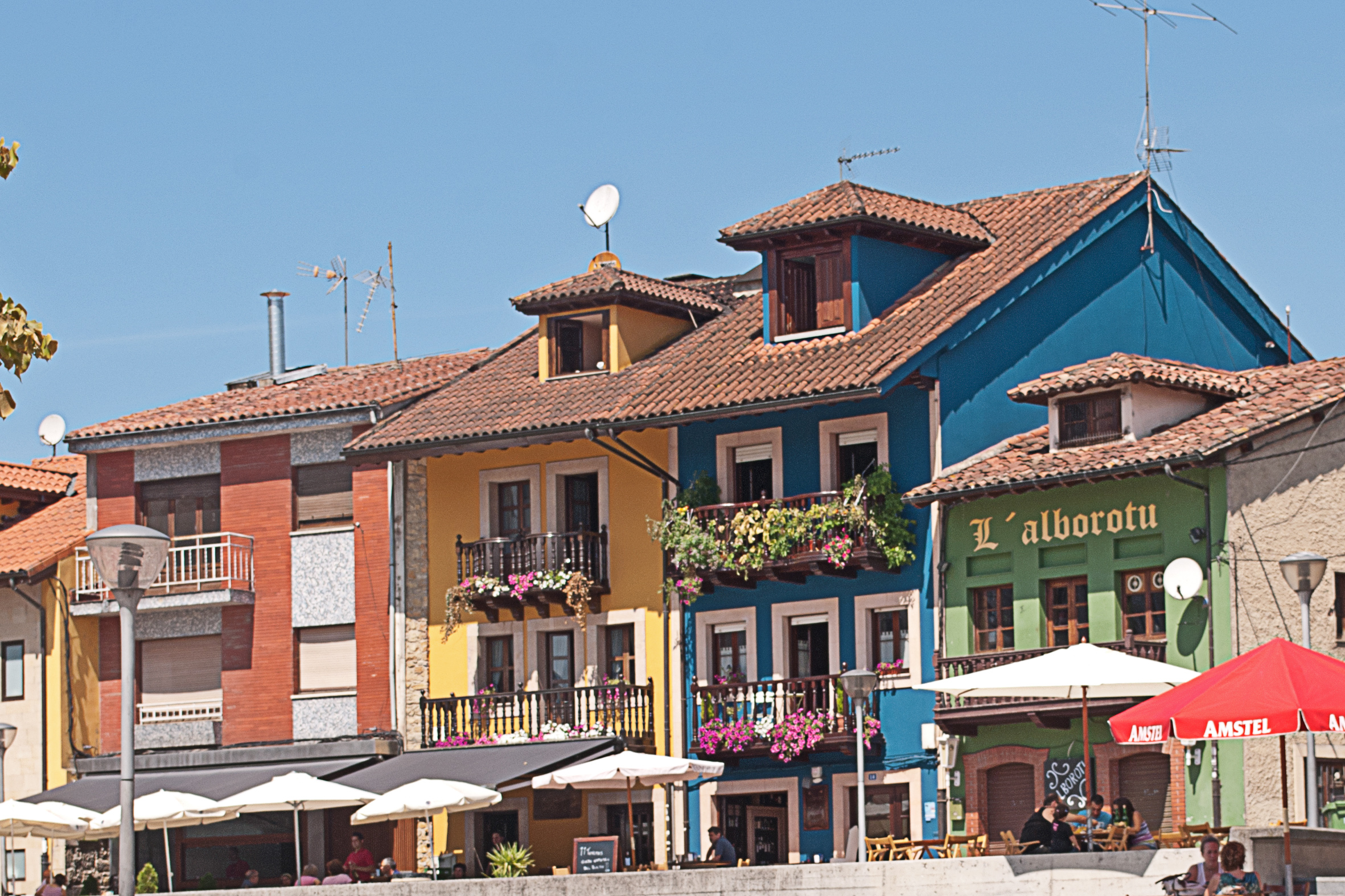
Barrio de Les Campes en La Pola

El territorio que actualmente ocupa Siero, estuvo habitado desde época paleolítica, como lo atestiguan diversos yacimientos prehistóricos encontrados en él. Aparece un grupo de cuatro túmulos en el Alto de la Mayá (Espinera) y otro grupo de tres en el Cantu Negru (Bobes). Otros yacimientos encontrados son: el conjunto lítico de Meres en Tiñana, el yacimiento de Regueru del Campón en Argüelles, el yacimiento de Paredes en Lugones, y el conjunto lítico de Vallín en Limanes.
De la época comprendida entre la Edad del Bronce y la Edad del Hierro son los castros descubiertos en el concejo destacando el hallado en el Pico Castiello de La Collada que pertenece hoy al Museo Arqueológico de Asturias. Otros castros del concejo son los de La Canterona en Tiñana, el Cuito en Valdesoto, y la Torre y Monte Les Muries en Lugones.
La colonización romana deja distintas muestras en el municipio, como los puentes de Colloto, Bergueres, Lugones, y la Pola, el cual pasaba por el río Seco y que quedó totalmente destruido en el siglo XIX.
La primera referencia documental de Siero aparece en la Edad Media, aproximadamente en el año 905, en el que el monarca Alfonso III el Magno, dona a la basílica ovetense la iglesia de Santa María de Tiñana, así como la de San Martín de Siero. En el año 967 se dona la iglesia de San Félix de Hevia.
Durante la Edad Media, y al ser atravesado el concejo por la ruta conocida como Camino de la Costa, aparecen en el concejo varios hospitales y albergues para las personas que hacían la peregrinación, fundándose en 1141 un hospital en el lugar conocido como Río Seco. Otros centros hospitalarios del concejo son La Malatería de Marcenado en 1274 y la de La Paranza.
En 1146, Alfonso VII permutó con María Gómez y sus hijos, la villa de Siero a cambio de la heredad en Vega de Doña Olimpa.
El siglo XIII va a ser un siglo muy decisivo en la historia del concejo, gracias a la implantación de una política repobladora encaminada a la concentración de la población rural, muy dispersa hasta entonces. Así en 1270 el rey Alfonso X El Sabio, concede la carta puebla «a los hombres de la tierra de Siero» fijando los límites territoriales, así como las cantidades de dinero a pagar al merino y al representante real, cantidades que no son satisfechas de manera inmediata por las gentes del concejo y que hace que el hijo del monarca Alfonso X, Sancho IV ceda el territorio a Oviedo en 1287, no volviendo a ser de sus habitantes hasta que Rodrigo Álvarez de las Asturias consigue el señorío de Siero de manos de la reina regente María de Molina en 1310 y permite al pueblo la constitución del concejo. El establecimiento del núcleo urbano en Siero se ubicó en la Alberguería de San Pedro. Con la otorgación de la carta puebla se donan al concejo parte de los territorios de Sariego, Noreña, Gijón, Villaviciosa, Langreo, Nava y Bimenes. El monarca Enrique II concede a las gentes de Siero un privilegio con importantes libertades en agradecimiento a su ayuda en las luchas contra Pedro I.
En 1504 se constituye formalmente el ayuntamiento de Siero. En 1827 se incorporan al concejo de Siero los Cotos y jurisdicciones de Noreña que más tarde se disgregó y formó municipio independiente, Marcenado con ayuntamiento en 1744, de cuyo coto fueron dueños los marqueses de Santa Cruz de Marcenado. También La Paranza y Arenas. Además en el territorio de Siero se incluían los cotos de Mieres de Limanes, de Valdesoto y el de Tiraña.
A principios del siglo XIX el concejo de Siero soporta la invasión francesa. En mayo de 1808 Siero interviene en el triunfo de la causa de Asturias contra las tropas francesas ya que en Siero existían unas tropas dirigidas por el alférez mayor don Ramón García Bernardo. Siero es invadida por Francia en mayo de 1809 por las tropas del general Kellerman. Una segunda invasión francesa tiene lugar en enero de 1810 al mando del general Bonet, ocupando nuevamente la capital del concejo en 1811, hasta junio de 1812 fecha en la que abandonaron Asturias.
Durante el siglo XX se produce un movimiento migratorio a América en busca de mejoras económicas, causas que consiguieron y que ayudaron al despegue industrial del concejo. En la década de 1930 tiene lugar la contienda civil española sumiéndose la población en una depresión de la que se iría recuperando poco a poco hasta hacer de Siero uno de los concejos más importantes de Asturias a comienzos del siglo XXI.

## Demografía
Siero cuenta con una población de 52 593 habitantes (INE 2024).
| Gráfica de evolución demográfica de Siero entre 1842 y 2021                                                         |
| |
| Población de derecho según los censos de población del INE Población de hecho según los censos de población del INE |

Siero es, sin duda, uno de los concejos asturianos con mayor explosión demográfica durante el siglo XX. Así, desde que a principios de siglo el concejo tuviese 22 503 habitantes, el aumento de población ha sido una constante hasta llegar a 51 650 habitantes que hay actualmente (2021, Servicio Municipal de Estadística de Siero). Este crecimiento siguió varias etapas, desde comienzos de siglo hasta la década de 1930 el crecimiento fue de 8114 habitantes afectando a todos los pueblos del municipio, siendo los relacionados con la minería los que más crecieron debido a un aumento de la demanda de carbón originada por la Primera Guerra Mundial. Durante la época de la guerra civil española se produce un pequeño estancamiento, paliando las pérdidas en las zonas industriales el aumento de 400 personas en Pola de Siero. De 1940 a 1970 el incremento de 4965 habitantes correspondieron de nuevo a la zona minera, la industrial y a la capital del concejo, con un importante descenso en la agrícola. De 1970 a 1980 el crecimiento fue de 4453 personas, aunque se registraron pérdidas de 1250 en minería y 834 en agricultura. Del año 1980 al 1995 sigue la línea creciente con un aumento de 5960 personas y un ritmo semejante a la etapa anterior, es decir, disminución en agricultura y minería, y aumento en industria y servicios. El mayor crecimiento de población lo experimentaron las localidades de Pola de Siero, que llegó a los 12 413 habitantes en 2009 y Lugones que con 12 697 en el mismo año, que lo sitúan como núcleo más poblado del concejo. El Berrón con 2820 habitantes fue el tercer núcleo más numeroso del concejo, siendo también mencionable el caso de Viella que incrementó el número de sus habitantes por la urbanización residencial de la Fresneda.
Actualmente, Lugones es la localidad más poblada del concejo con 13 067 habitantes (2021, Servicio Municipal de Estadística de Siero), Pola de Siero tiene algo menos, 12 711 habitantes (2021, Servicio Municipal de Estadística de Siero) mientras que la urbanización de La Fresneda tiene 4532 habitantes (2021, Servicio Municipal de Estadística de Siero). El cuarto núcleo más poblado de Siero sería El Berrón, con 3545 vecinos (2021, Servicio Municipal de Estadística de Siero).
Además la población del concejo se encuentra muy diseminada en la zona rural, con hasta 28 núcleos con menos de 10 habitantes en 2021 y cuatro de ellos con tan sólo un habitante (Servicio Municipal de Estadística de Siero).

## Economía
Respecto a su actividad económica hay que decir que esta se articula sobre todo en relación con los sectores secundario y terciario, siendo este último el que mayor número de empleos genera con un total del 75,07 % (SADEI Estadísticas laborales 2019).
El sector primario desempeñaba, en el comienzo del siglo XXI, un papel subsidiario en la economía del concejo representando a un 1,1 % de los empleos (SADEI Estadísticas laborales 2019), predominando su actividad en las aldeas situadas al norte del municipio como Anes, Argüelles o Vega de Poxa. El ganado más presente en Siero es el vacuno teniendo en el año 1996, 19 263 cabezas, especializándose la mayoría en el sector lácteo debido al papel desempeñado por las importantes fábricas de productos lácteos que hay en el interior del concejo, las cuales han actuado de una forma clara en la transformación de la cabaña ganadera de producción lechera. Hay que destacar la importancia del mercado de ganados que se celebra en Pola y que lo convierte en unos de los más importantes del norte de España.
El sector secundario representa al 23,81 % de la población activa (SADEI Estadísticas laborales 2019), siendo un sector importante dentro de la economía local. La rama de la construcción es la que más ha aumentado en los últimos años empleando en la a finales de la década del 2000 un 7 % del total. Tiene también importancia los empleos producidos por las industrias de productos agroalimentarios y que se situaron en los alrededores de Granda, Meres, Colloto, etc. Importante también para la vida económica del concejo fue la industria minera, radicada en la zona suroriental del concejo, y de la que hoy ya no se explota ningún pozo. Los pozos de Mosquitera en Santiago de Areñes, el de Pumarabule en Santa Marta de Carbayín, y el de minas de Lieres en Lieres, fueron las últimas explotaciones en cerrar.
El sector terciario, de los servicios, es el que mayor número de empleos genera. La capital siempre tuvo una función administrativa y de servicios y hoy en día esta condición se ha visto favorecida tanto por el crecimiento económico de las parroquias circundantes en el proceso de industrialización, como por el hecho de ir convirtiéndose en zona residencial y la proximidad a Oviedo. El otro núcleo poblacional en importancia con relación a los servicios es Lugones, que había sido pequeño núcleo rural hasta finales del siglo XIX y que se ha ido convirtiendo en una ciudad residencial y de servicios. Este crecimiento del sector servicios se debe al incremento de la producción industrial con la creación y desarrollo de una serie de polígonos industriales, así como también a una serie de grandes superficies comerciales que desbordan los límites de Lugones, tanto por su ubicación como por el hecho de a quién dirigen su oferta, como son Carrefour. Posterior es la apertura de otra gran superficie, Parque Principado, ayuda para la catalogación del concejo como de gran dependencia del sector terciario.

### Áreas industriales
El 16,32 % de la superficie neta industrial de la región se encuentra en el municipio de Siero (3 282 406 m2).
Siero es uno de los concejos de Asturias que presenta una mayor densidad empresarial, lo que lo convierte en una importante zona económica y de creación de empleo.
Según los datos del Instituto Nacional de Estadística el concejo cuenta actualmente con 4059 compañías o titulares de actividad económica (INE 2020) siendo el cuarto concejo en número de empresas de Asturias, aunque acortando distancias con el municipio de Avilés (con tan solo 28 compañías más) debido a la llegada de nuevas compañías al territorio.
La expansión del concejo de Siero se hace patente con la nueva instalación de la multinacional Amazon de uno de sus mayores centros logísticos de Europa de unos 200 000 m2 en el polígono de Bobes (Siero) que actualmente está en construcción.
Grandes compañías están asentadas en el concejo como la Corporación Alimentaria Peñasanta S.A. (CAPSA) y Central Lechera Asturiana, con más de 1000 empleados, una referencia en el sector lácteo español, en el polígino de Bravo (Siero). Otra de las grandes compañías ubicadas en el municipio es Tartiere Auto del sector de la automoción, así como Sociedad Asturiana de Servicios Agropecuarios, Grúas El Roxu o Casintra.

### Centros comerciales
En Siero se encuentran 2 de los 17 centros comerciales de la región, el de mayor antigüedad Carrefour Azabache (1977) y el de mayor tamaño, Parque Principado (2001) junto con la superficie comercial IKEA. Ambos representan el 15 % de la superficie total construida de la región (143 000 m2) y más del 21 % de la Superficie Bruta Alquilable, entre los dos suman cera de 170 establecimientos comerciales y cerca de 6500 plazas de aparcamiento.
El hecho de que Parque Principado esté en una ubicación estratégica en el centro de Asturias, la gran diversidad de oferta y su accesibilidad motiva visitas que transcienden el ámbito local y regional.

## Comunicaciones
Dado su carácter centralizado cuenta con una importante y extensa red comunicativa, tanto por vía ferroviaria como por carretera, posee buenas comunicaciones externas con el resto de la región, el municipio está vinculado a los principales ejes de la región, vías de comunicación de orden nacional y regional que la conectan rápidamente con la capital de la región y con el resto de la zona central de Asturias y de la cornisa cantábrica.
Así, son de destacar las autopistas A-66 (Autovía de la Plata) que une Oviedo, Gijón y Avilés, y la A-8, la N-634, la famosa Carretera Carbonera (AS-376), y la AS-I (Autovía minera), que enlaza las cuencas mineras con Gijón a través del municipio sierense. Respecto a su red ferroviaria hay que decir que por el territorio de Siero discurren líneas de ancho ibérico y ancho métrico de Adif, operadas por Renfe Cercanías y Renfe Cercanías AM, respectivamente.

## Administración y política

### Gobierno municipal
| Periodo   | Nombre                         | Partido | Partido                                    |
| --------- | ------------------------------ | ------- | ------------------------------------------ |
| 1979-1995 | Manuel Marino Villa Díaz       |         | Federación Socialista Asturiana (FSA-PSOE) |
| 1995-1999 | José Aurelio Álvarez Fernández |         | Partido Popular (PP)                       |
| 1999-2010 | Juan José Corrales Montequín   |         | Federación Socialista Asturiana (FSA-PSOE) |
| 2010-2011 | José Antonio Noval Cueto       |         | Partido Popular (PP)                       |
| 2011-2012 | Guillermo Martínez Suárez      |         | Federación Socialista Asturiana (FSA-PSOE) |
| 2012-2015 | Eduardo Martínez Llosa         |         | Foro Asturias (FAC)                        |
| 2015-act. | Ángel Antonio García González  |         | Federación Socialista Asturiana (FSA-PSOE) |

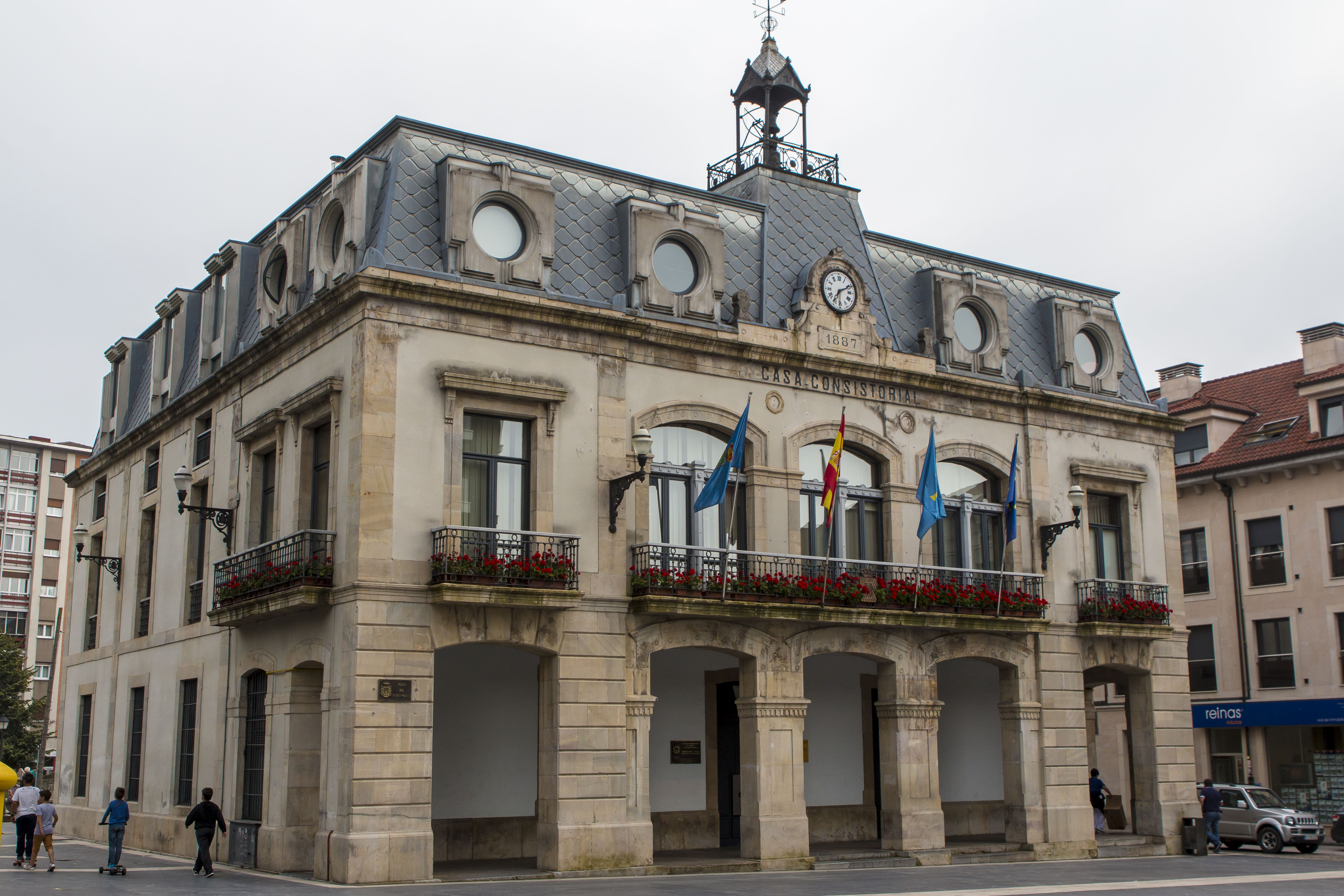
Casa consistorial

Desde 1979, el partido político que más tiempo ha gobernado en el concejo de Siero, ha sido el PSOE. En febrero del año 2010, el alcalde desde 1999, Juan José Corrales, presentó su dimisión tras estrellar el coche oficial en una rotonda a altas horas de la madrugada cuando conducía ebrio el día en que se celebraba Les Comadres, fiesta local en el municipio. El 12 de marzo de 2010, el bastón de mando pasó a manos del candidato del popular José Antonio Noval, tras unas semanas de incertidumbre. El 11 de junio de 2011, tras la constitución de la nueva corporación, fue elegido alcalde el socialista Guillermo Martínez Suárez, cabeza de lista de la candidatura más votada en las elecciones. Sin embargo, el 2 de marzo de 2012 tuvo lugar una moción de censura (apoyada por FAC, expulsados del PP, Plataforma Vecinal de La Fresneda y Conceyu), que dio la alcaldía al forista Eduardo Martínez Llosa. El PSOE recuperó la alcaldía tras elecciones municipales de 2015, siendo elegido su cabeza de lista Ángel Antonio García González como primer edil del consistorio.
| Partido político                           | 2023  | 2023   | 2023       | 2019  | 2019   | 2019       | 2015  | 2015  | 2015       | 2011  | 2011  | 2011       | 2007  | 2007  | 2007       |
| Partido político                           | %     | Votos  | Concejales | %     | Votos  | Concejales | %     | Votos | Concejales | %     | Votos | Concejales | %     | Votos | Concejales |
| Federación Socialista Asturiana (FSA-PSOE) | 43,88 | 11 501 | 13         | 39,80 | 10 097 | 12         | 24,62 | 6204  | 7          | 23,20 | 6201  | 7          | 33,20 | 8343  | 8          |
| Partido Popular (PP)                       | 23,50 | 6161   | 7          | 11,51 | 2920   | 3          | 12,50 | 3149  | 5          | 20,15 | 5386  | 6          | 33,01 | 8295  | 8          |
| Vox                                        | 8,94  | 2343   | 2          | 6,18  | 1568   | 1          | 0,54  | 137   | 0          | —     | —     | —          | —     | —     | —          |
| Izquierda Unida (IU)                       | 6,70  | 1757   | 1          | 9,37  | 2378   | 3          | 11,41 | 2876  | 3          | 9,89  | 2642  | 3          | 7,82  | 1966  | 1          |
| Plataforma Vecinal La Fresneda (PVF)       | 6,21  | 1637   | 1          | 5,20  | 1346   | 1          | 5,71  | 1439  | 1          | 7,11  | 1900  | 2          | 6,21  | 1577  | 1          |
| Podemos-Somos Siero                        | 5,40  | 1417   | 1          | 8,21  | 2083   | 2          | 14,67 | 3697  | 4          | —     | —     | —          | —     | —     | —          |
| Foro Asturias (FAC)                        | 2,49  | 653    | 0          | 5,73  | 1455   | 1          | 15,97 | 4025  | 7          | 20,64 | 5516  | 6          | —     | —     | —          |
| Ciudadanos (CS)                            | 0,91  | 241    | 0          | 8,63  | 2191   | 2          | 5,31  | 1338  | 1          | —     | —     | —          | —     | —     | —          |
| Concejo                                    | —     | —      | —          | —     | —      | —          | 1,89  | 477   | 0          | 5,11  | 1366  | 1          | —     | —     | —          |
| Partido Independiente de Siero (PINSI)     | —     | —      | —          | —     | —      | —          | 5,30  | 1336  | 1          | 4,99  | 1333  | 0          | 8,98  | 2256  | 2          |
| Conceyu Astur Conceyu (CAC)                | —     | —      | —          | —     | —      | —          | —     | —     | —          | —     | —     | —          | 7,00  | 1758  | 1          |

### Organización territorial
Pola de Siero es la capital del concejo que surgió de la otorgación por parte del monarca Alfonso X de una «Carta Puebla» al territorio de Siero, siendo el núcleo donde formaron las viviendas alrededor de la antigua alberguería de San Pedro. Hoy en día es la segunda localidad del concejo con más habitantes detrás de Lugones, siendo centro administrativo y comercial e incrementando los servicios.

#### Parroquias
Parroquias del concejo de Siero:
- Anes
- Aramil
- Argüelles
- Barreda
- Bobes
- Santa Marta Carbayín
- Celles
- Collado
- Feleches
- Granda
- Hevia
- La Carrera
- La Collada
- La Paranza
- Lieres
- Limanes
- Lugones
- Marcenado
- Muñó
- Pola de Siero
- San Juan Arenas
- Santa Eulalia de Vigil
- Santa Marina de Cuclillos
- Santiago Arenas
- Tiñana
- Traspando
- Valdesoto
- Vega de Poja
- Viella

## Patrimonio

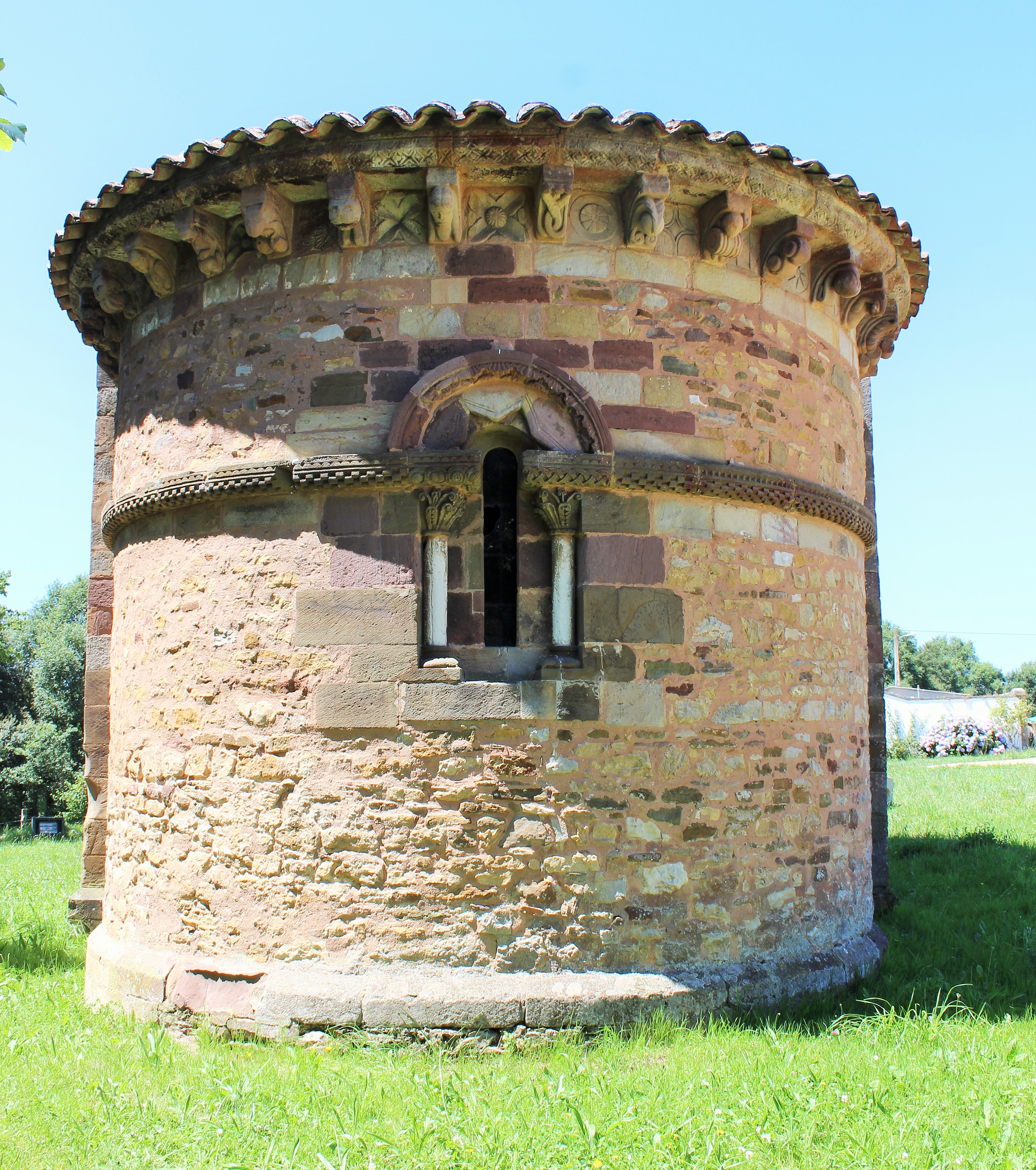
San Esteban de Aramil

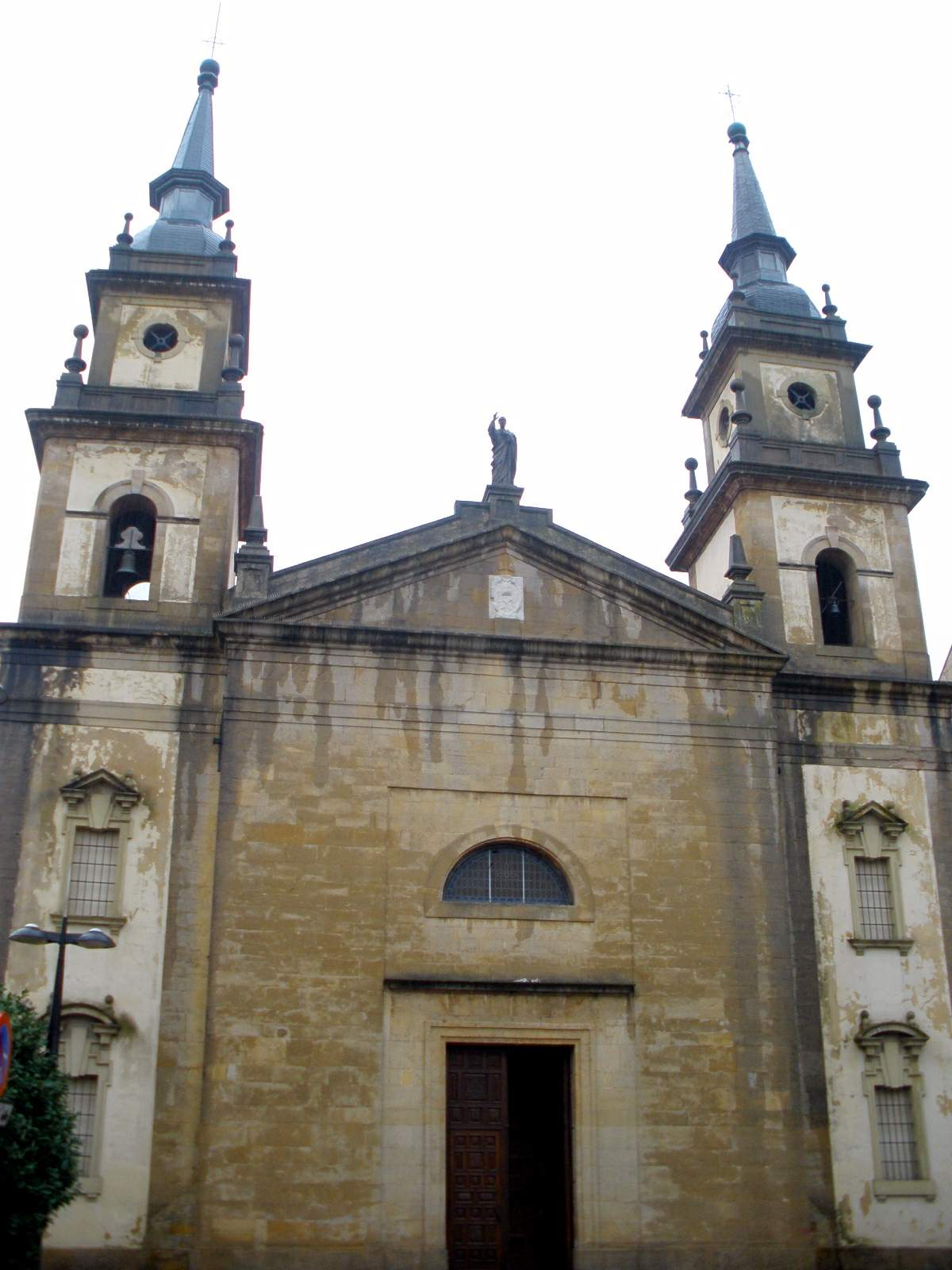
Iglesia de San Pedro en Pola

Torre de Los Vigil

El concejo tiene una destacada muestra arquitectónica de interés monumental religiosa y civil.

### Religioso
La iglesia de San Esteban de Aramil es de arquitectura románica y se desarró en el siglo XII. Su estructura es la tradicional con nave única rectangular, cubierta de madera y cabecera más baja y estrecha con remate semicircular. Los elementos más significativos de la construcción se encuentran en sus dos portadas y en el cierre exterior del ábside. La portada se abre en el lado sur de la nave y se remata con doble arquivolta con impostas y carece de columnas y capiteles en sus jambas. Los motivos decorativos muestran un indudable parentesco con esquemas cultos procedentes de otras regiones peninsulares. Es digno de mención el remate superior del ábside, con una cornisa meticulosamente decorada, apoyada sobre canecillos de espléndida factura y variados motivos. Fue incluida en el Inventario de Patrimonio Cultural de Asturias en 2016, junto a otros 43 inmuebles del municipio.
En La Pola Siero está la Iglesia Parroquial de San Pedro, construida en la primera mitad del siglo XIX, y que sustituyó a la antigua iglesia parroquial. La planta responde al tipo basilical, con estructura rectangular que engloba las tres naves y las dos torres que enmarcan la fachada principal. Las naves se separan entre sí por grandes arcadas de medio punto apoyadas sobre pilares de sección cuadrada. La nave central y la cabecera están cubiertas con bóveda de medio cañón. Se puede englobar esta construcción dentro de la corriente academicista.
En la localidad de Argüelles se encuentra la iglesia de San Martín edificada en el año 621, y que está muy remodelada. Conserva algunos elementos de épocas pasadas como las dos celosías de factura prerrománica conservadas en los muros que cierran el crucero y la nave hacia el lado sur. En la época románica se debió sustituir aquella edificación por otra nueva, conservando algunos elementos originarios. De este último periodo quedan la portada, bajo el pequeño pórtico actual, y el arco de triunfo.
Otra iglesia importante es la de San Martín de Vega de Poxa, de fundación probablemente anterior a la etapa románica. Sufrió una remodelación a principios del siglo XIII tal como se observa en la portada y el arco triunfal. Destaca la iglesia por su decoración en la portada oeste.

### Civil
De la arquitectura civil y popular destaca el palacio de Argüelles en Celles, que es un edificio de planta rectangular estructurada en torno a un patio central con columnas y corredor, utilizando elementos significativos como la mampostería en los lienzos y el sillar enmarcando huecos y esquinas. La reedificación es atribuida a Don Pedro Argüelles Celles y Valdés y con la intervención tal como dice Germán Ramallo del maestro de obras de la catedral compostelana, Domingo de Andrade. En el escudo de la fachada aparecen unidas las armas de Argüelles Celles y de la familia Navia. El palacio constituye uno de los más espléndidos ejemplos de la arquitectura civil desarrollada en la zona central.
En la parroquia de Valdesoto se ubica el Palacio del Marqués de Canillejas o de los Carreño-Solís, notable muestra de la arquitectura palacial asturiana del siglo XVII con elementos de época posterior y amplio jardín de tintes versallescos. Declarado Bien de Interés Cultural en 2006.
En Santa Eulalia de Vigil encontramos la torre de la familia Vigil, ligada a la familia de los Vigil Quiñones. Sus armas aparecen representadas en tres de los cuatro escudos adosados al lado sur de la construcción. Se trata de una edificación compuesta por una gran torre de planta cuadrada y un cuerpo bajo añadido hacia el este. La torre muestra una disposición de tres plantas en alzado con escasos vanos y tratamiento muy sencillo.
El palacio de Cavanilles Centi en Lieres, corresponde a la creación de algún mayorazgo en la zona en la segunda mitad del siglo XVI. Sufre una importante remodelación, como lo demuestra la fachada principal, que se debió llevar a cabo en la primera mitad del siglo XVIII. Es un palacio de amplias dimensiones supeditado al tipo de bloques cúbico, sin torres, con dos plantas y tramos abuhardillados. El escudo sobre la fachada indica los sucesivos entronques del linaje originario con otras familias nobiliarias como la Cuervo.
En la localidad de Meres se encuentra otro palacio relacionado con la familia Argüelles y fundado en la primera mitad del siglo XV, aunque fue reconstruido en el siglo XVII. Tiene una capilla dedicada a Santa Ana y que fue posteriormente iglesia filial de Tiñana. El palacio se encuentra con el esquema ya clásico para las grandes construcciones nobiliarias de la zona rural, con cuatro crujías dispuestas en torno a un patio central cuadrado que se abre al corredor de madera sobre columnas de orden toscano.
Además de todos estos palacios, es fácil divisar por todo el concejo de Siero las típicas casonas señoriales y edificaciones rurales muy identificadas con su entorno. También es reseñable el puente romano de Colloto, que atraviesa el río Nora, que servía de separación entre el municipio y Oviedo. Muy reseñable es también el patrimonio industrial del concejo, cada vez más valorado, situado especialmente en la zona cercana al concejo de Langreo, en la cuenca minera del Nalón. Es una zona de profunda tradición mineras, donde se encuentran ya abandonados los pozos de Pumarabule, Lieres y Mosquitera, además de restos como las Minas de Saús. Se conserva también un importante patrimonio social como el poblado minero de Solvay, en Lieres o las viviendas de ferroviarios de El Berrón.

### Fiestas
Las más importantes del concejo son las siguientes:
- Fiesta de Les Comadres, celebrada el jueves anterior al domingo de Carnaval. La celebración tenía como base la reunión de las madrinas con la madre del bautizado en torno a una merienda. Esta fiesta tiene un carácter eminentemente gastronómico.[23]
- Fiesta de los Güevos Pintos, declarada de Interés Turístico Nacional desde 1968. Se celebra el martes de Pascua de Resurrección. Consiste en la exposición y venta de huevos pintados de forma manual con motivos asturianos. Además tiene lugar una gran muestra folclórica.[24]
- Los festejos del Carmen y El Carmín de La Pola, que son las fiestas patronales de la capital del concejo y se celebran cada año en el mes de julio, teniendo como día grande al Lunes del Carmín, que ha de coincidir con el lunes siguiente a la celebración de Nuestra Señora del Carmen (16 de julio). Se trata de una de las celebraciones más multitudinarias de Asturias.[25][26]
- Les Carroces de Valdesoto, tradicional desfile que se celebra en la parroquia desde 1950 siempre el lunes siguiente al segundo domingo de agosto (Día de Pola en Valdesoto), poniendo broche final a las fiestas de San Félix.[27] Declarado de Interés Turístico Regional en 2002.[28]

Además, el concejo tiene repartidas multitud de celebraciones, entre ellas las siguientes: en el mes de mayo, La Virgen de La Cabeza en Meres; en el mes de junio, la fiesta de La Cruz en San Martín de Anes y las fiestas de San Pedro en La Collada; en el mes de julio, las fiestas de San Antonio en Colloto-Cualloto, las de El Corpus en Aramil y las de Santa Apolonia en Pañeda Nueva; en agosto se celebran, entre otras, las fiestas de Santa Isabel en Lugones-Llugones; en el mes de septiembre, la Fiesta del Agua en Lieres; y en noviembre las de San Martín en Argüelles.